# لورنزو والا
لورنزو والا (انگلیسی: Lorenzo Valla;‏۱ ژانویهٔ ۱۴۰۷ – ۱ اوت ۱۴۵۷) نویسنده، استاد دانشگاه، انسان‌گرای و فیلسوف ایتالیایی بود. او بیشتر برای اثبات اینکه سند عطیه کنستانتین جعلی است شناخته می‌شود. البته گونه‌ای دائرةالمعارف هم در مورد علوم مقدماتی نوشت.

## زندگی
والا که عمرش از ۵۰ سال تجاوز نکرد، در قرن پانزدهم میلادی می‌زیسته، در پیاچنزا متولد شد. پدرش یک وکیل بود که در کوره پاپ کار می‌کرد. او در رم تحصیل کرد و در کلاس‌های معلمانی از جمله لئوناردو برونی و جیووانی اوریسپا که از آنها زبان لاتین و زبان یونانی آموخته بود، تحصیل کرد. لازم به‌ذکر است که به تنهایی نیز تحصیل می‌کرده و خودآموز بوده‌است.
وی در دوران جوانی خود به عنوان یکی از اعضای هیئت علمی دانشگاه آکسفورد شناخته شد. والا سرگردان از یک دانشگاه به دیگری می‌رفت و بدین سبب درگیری‌های کوتاه و سخنرانی‌های بسیاری در بسیاری از شهرستانها انجام داد.
او از بزرگترین اومانیستهای آن دوره است، که به‌سبب اثر جنجالی خود یعنی کنکاش در عطیه کنستانتین و اثبات جعلی‌بودن آن شناخته می‌شود.
عطیه کنستانتین که ادعا می‌شده که از زمان کنستانتین به پاپها اهدا شده و قسمت عمده‌ای از اروپا را تحت کنترل آنها قرار می‌داده‌است، در قرن پانزدهم مورد بررسی جدی والا قرار گرفت و او اثبات کرد که این سند جعلی است، بنابراین یکی از ضربه‌های جدی به پیکره کلیسا در این قرن از سوی او واردشده.
او فقط به این مسئله اکتفا نکرده‌است و با کنکاش کردن داستان‌های قدیمی کلیسا تاریخ مورد قبول کلیسا را با آشفتگی و چالش‌های جدی مواجه ساخت. یکی از این موارد اعتقاد سنتی به نوشته‌شدن اعتقادنامه رسولان توسط حواریون بود که والا آن را تا حد زیادی رد کرد.
بدین سبب بود که نام والا در کنار متفکرانی چون جان کولت و توماس مور قرار گرفت، که آنها هم در ساماندهی تفکر مسیحی در این قرن تأثیر جدی داشتند.

## زبان لاتین
والا در کتاب مشهور خود به اسم زبان عالی لاتینی (۱۴۴۴ میلادی) باور دارد که، زبان لاتین مهم‌ترین میراث جهان کلاسیک است. مطالب برگزیدهٔ آن کتاب در کتاب انسانگرایی در رنسانس نوشتهٔ دونالد آر. کلی نقل شده‌است.
کتاب والا در آن دوره طرفداران دیگری نیز، بجز دانشمندان، پیدا کرد. بسیاری از فروشندگان طبقهٔ متوسط آن زمان لاتین می‌دانستند و علاقه‌مند به دانستن بهتر آن بودند، چرا که این توانایی برای ارتباط با بازرگانان خارجی بسیار مفید بود.